# طوبی آزموده

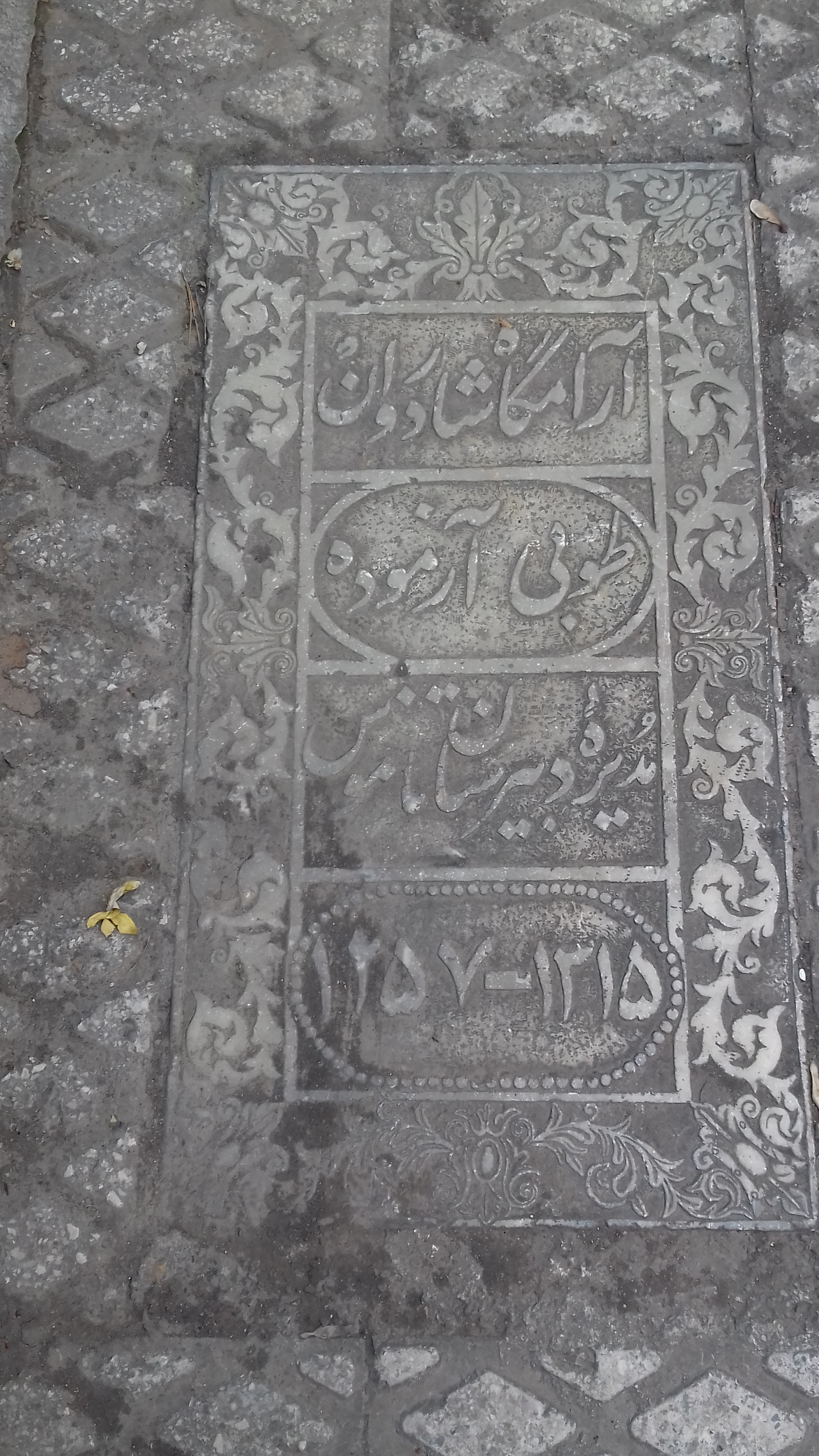
سنگ قبر طوبی در گورستان ظهیرالدوله دربند

طوبی آزموده (زاده ۱۲۵۷ – درگذشته ۱۳۱۵) مؤسس دبستان ناموس و نیز نخستین دبیرستان دخترانه در تهران، از پیشگامان جنبش زنان ایران در ایران بود.

## زندگی‌نامه
طوبی آزموده در ۱۲۵۷ شمسی در خانواده‌ای از طبقه متوسط در تهران به دنیا آمد. پدر وی میرزا حسن خان سرتیپ فردی باسواد و ارتشی بود. وی در خانه نزد آموزگاران سرخانه به تحصیل پرداخت و بعد از ازدواج نیز نزد معلمان خصوصی به آموختن فارسی و فرانسه و عربی ادامه داد. در ۱۴ سالگی به ازدواج مردی نظامی درآمد اما زود جدا شدند. آزموده پس از جدایی چند سال درس خواند و به آموختن علوم مختلف مشغول شد.
او دبستان ناموس را در ۱۲۸۶ شمسی در تهران با مشقات فراوان و مخالفت‌های بسیار تأسیس کرد. آزموده این مدرسه را با پشتکار و مبارزه حفظ کرد و در سال ۱۳۰۷ نخستین دبیرستان دخترانه تهران را نیز تأسیس نمود.
آزموده در سال ۱۳۱۵ در سن ۵۸ سالگی درگذشت.

## فعالیت‌ها
در سال‌های پس از انقلاب مشروطه باسواد شدن زنان و تحصیل علم دختران از مهم‌ترین خواسته‌های جنبش زنان ایران بود و اینچنین بود که تلاش‌ها برای تأسیس مدرسه دخترانه آغاز شد. طوبی آزموده به تأسیس مدرسه و آموزش دختران همت گماشت و مدرسه جدیدی را تحت عنوان دبستان دخترانه ناموس در سال ۱۲۸۶ در خیابان شاهپور (حافظ فعلی) و نزدیک چهار راه حسن‌آباد تأسیس کرد و به این سبب، نام او ماندگار شد. او توانست در مدتی کوتاه تعداد مدارس دخترانه را به شش دستگاه برساند و در سال ۱۲۹۳، یعنی ۸ سال پس از تأسیس اولین مدرسه، ۳۴۷۴ دختر دانش‌آموز را جذب این مدارس کند. آزموده، این مدارس را به صورت یکی از مهم‌ترین و مجهزترین مدارس متوسطه کامل و کانون پرورش دختران متجدد درآورد. به عبارت دیگر اگر میرزا حسن رشدیه بنیانگذار مدارس کنونی پسرانه است، طوبی آزموده را نیز باید بنیانگذار مدارس دخترانهٔ کنونی دانست.

## مدرسه ناموس
اولین مدرسهٔ دخترانه تهران  توسط بی‌بی‌خانم استرآبادی (وزیرف) به نام دبستان دوشیزگان در ۱۲۸۵ شمسی (یک سال قبل از مدرسهٔ ناموس) در تهران تأسیس شد. اما به دلیل حملات بسیاری که به آن شد، این مدرسه تنها برای مدت کوتاهی پابرجا بود. در نتیجه طوبی آزموده دست به کار شد و مدرسه‌ای را در منزل شخصی خود تأسیس کرد. البته دبیرستان دوشیزگان در اصفهان که بعدها بهشت آیین نامیده شد تقریبا یک دهه زودتر توسط میسیونر ها تاسیس شده بود 
آزموده در شرایطی زنگ مدرسهٔ ناموس را در خانه خود در خیابان سنگلج، به صدا درمی‌آورد که شیخ فضل‌الله نوری فتوا داده بود که «تأسیس مدارس دختران مخالف با شرع اسلام است».
مدرسهٔ ناموس چند سال بعد از تأسیس به خیابان فرمانفرما و بعد از آن به محل بزرگتری در خیابان شاهپور (حافظ فعلی) منتقل شد. در این زمان مدرسهٔ ناموس به قدری توسعه یافته بود که به صورت یکی از مهم‌ترین و مجهزترین مدارس متوسطه تهران درآمد و تا پایان دوره دبیرستان آموزش دختران را تأمین می‌کرد، به طوری که در ۱۳۰۷ شمسی اولین گروهِ دیپلمهٔ مدرسهٔ ناموس فارغ‌التحصیل شدند. سری اول فارغ التحصیلان این مدرسه شامل توران آزموده، فخرعظمی ارغنون، بی‌بی‌خانم خلوتی، گیلان خانم، فرخنده خانم و مهرانور سمیعی بودند.
آزموده علاوه بر دایر کردن مدارس دختران، کلاس‌های اکابر را نیز جهت جذب زنان مسن تر دایر کرد. مردانی که در این فعالیت‌ها به وی کمک می‌کردند، عبارت بودند از: سیدجوادخان سرتیپ، حسن رشدیه، نصیرالدوله و ادیب الدوله. طوبی آزموده همسر برادر حسن رشدیه بود و به پاس جبران کمک‌ها و هدایت‌های رشدیه نسبت به امر تأسیس مدرسه، در نظام‌نامه مدرسه مقرر داشته بود که برای همیشه و تا هر زمان که مدرسهٔ ناموس پابرجاست، یکی از دختران خاندانِ رشدیه می‌تواند در آن تدریس کند.
طوبی آزموده برای خنثی کردن مخالفت‌ها و تبلیغات سنت‌گرایان امثال شیخ فضل‌الله نوری و عامهٔ مردم، شیوه‌های مختلفی استفاده می‌کرد. او مشخص کرده بود کتاب‌های مذهبی و قرآن را در همهٔ کلاسها تدریس کنند. همین‌طور عبارات و کلمات قصار بزرگان دین با کمک دو تن از شاگردانش بر دیوارهای مدرسه را برای توجه هر چه بیشتر مردم نصب می‌کرد. او با ترتیب دادن مجالس روضه‌خوانی یک یا دو بار در سال تبلیغات مغرضانهٔ مخالفان تحصیل دختران را خنثی می‌کرد. به این شکل مدرسه دخترانهٔ ناموس توانست پابرجا بماند.
مدرسهٔ ناموس به گفتهٔ آماری که در نشریهٔ شکوفه در سال ۱۳۲۹ شمسی به چاپ رسید، ۱۸۵ دانش آموز داشت که با گرفتن شهریه از خانواده‌های مرفه تعداد ۵۰ نفر بدون شهریه تحصیل می‌کردند.

## درگذشت
طوبی آزموده در اول مهر ۱۳۱۵ شمسی در سن ۵۸ سالگی در تهران درگذشت. بعد از مرگ او، مدرسهٔ ناموس تا سال‌ها توسط طوبا مشکوه نفیسی مدیریت شد و در سال ۱۳۱۹ شمسی به وزارت فرهنگ واگذار شد. نام مدرسهٔ ناموس بعدها به دبیرستان شهناز تغییر کرد.